# Јошида Тоџо
Јошида Тоџо (јап. 吉田東洋; 1816. — 5. мај 1862) био је јапански самурај задужен за област Тоса током периода Меиџи обнове.

## Кратка биографија
Јошида Тоџо био је самурај високог статуса којег је шогунат, тачније Јаманоучи Тојошиге, послао 1853. године да управља округом Тоса. Услед доласка адмирала Перија у Едо, данашњи Токио и отварања тада 200 година затворене земље у округу заживљује политичка идеја „Сонно џои“ (Поштујмо цара, истерајмо варваре) која се сукобљавала са тадашњом политиком Шогуната али и Јошида Тоџоа.
Убијен је 6. маја 1862. године од стране троје нападача, припадника покрета „Тоса Кинното“. За његову смрт оптужен је вођа и оснивач странке Такечи Ханпеита који је поводом оптужби био принуђен да изврши ритуално самурајско самоубиство, сепуку.
Идеје Јошиде Тоџо-а имале су великог утицаја на оснивача Мицубишија, Ивасаки Јатара. Тоџо је био за отварање граница и технолошки напредак, нешто што политика „Сонно џои“ није гледала са наклоношћу. Јошида је Јатару дао прилику да се докаже радом, што је то и урадио, вративши статус самураја породици под његовим оком.